# Lintneria ermitoides
Sage Sphinx (Lintneria ermitoides) là một loài bướm đêm thuộc họ Sphingidae.
Nó phân bố ở thảo nguyên ở Great Plains từ Kansas phía nam đến tân trung bộ Oklahoma đến Texas, và có thể phía tây đến Colorado và New Mexico, và hiếm ở tây Missouri.
Sải cánh 71–90 mm. Có hai thế hệ mỗi năm, con trưởng thành bay từ tháng 4 đến tháng 5 và từ tháng 8 đến tháng 9. Chúng ăn mật hoa nhiều loài hoa khác nhau.
Ấu trùng ăn loài Salvia.